# Teorema di Leray-Schauder
In matematica, il teorema di Leray-Schauder, anche detto teorema del punto fisso di Leray-Schauder o principio di Leray-Schauder, è un teorema di punto fisso in spazi di Banach, e deriva dal teorema di Schauder.
Un caso particolare è il teorema di Schaefer.

## Il teorema
Sia {\displaystyle X} uno spazio normato e {\displaystyle A\colon X\to X} un'applicazione compatta. Si assuma inoltre che il fatto che:
{\displaystyle u=\lambda \,A[u]\qquad \forall u\in X\quad \forall \lambda \in [0,1]}
implichi che {\displaystyle \|u\|\leq r}, con {\displaystyle r>0}. Allora {\displaystyle A} possiede un punto fisso.